# Megalamphodus
Megalamphodus ist eine Gattung von Süßwasserfischen aus der Ordnung der Salmlerartigen (Characiformes). Sie kommt im nördlichen und mittleren Südamerika im Amazonasbecken, im Einzugsbereich des Orinocos und weniger artenreich im Einzugsbereich von Río Paraguay, Río Paraná und Río Uruguay vor. Zur Gattung zählen einige oft gehaltene Zierfische.

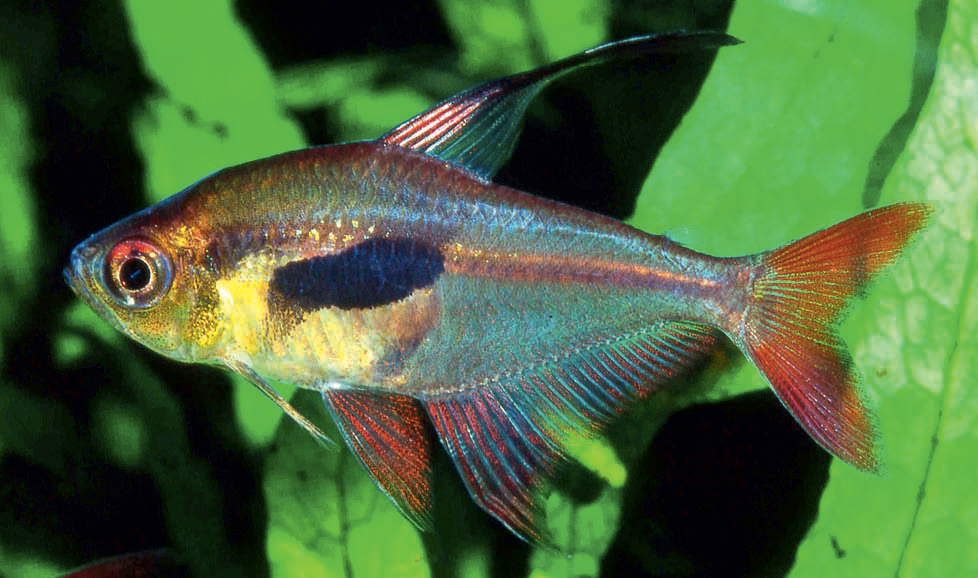
Megalamphodus epicharis

## Forschungsgeschichte
Die Gattung wurde 1915 durch den amerikanischen Ichthyologen Carl H. Eigenmann mit der Erstbeschreibung des Schwarzen Phantomsalmlers (Megalamphodus megalopterus) eingeführt. Als diagnostisches Merkmal gab Eigenmann die einzelne Zahnreihe auf der Prämaxillare der Fische an. Zwischen 1943 und 1961 wurden nur wenige weitere Arten der Gattung zugeordnet, darunter als bekannteste Art der Rote Phantomsalmler (Megalamphodus sweglesi). Im Jahr 1997 bemerkten die amerikanischen Fischkundler Stanley H. Weitzman und L. Palmer, dass große Exemplare des Schwarzen Phantomsalmlers zwei Zahnreihen auf der Prämaxillare besitzen und das diagnostische Merkmal der Gattung dadurch unbrauchbar ist. Sie synonymisierten Megalamphodus daraufhin mit der Gattung Hyphessobrycon. Wie zahlreiche molekularbiologische Studien zeigten, ist die Gattung Hyphessobrycon jedoch kein Monophylum, sondern besteht aus verschiedenen Artengruppen, die einander nicht immer die nächsten Verwandten sind. Die bekannteste dieser Gruppen ist die Rosy-Tetra-Artengruppe, zu der auch die zwei Phantomsalmler gehören. Im Zuge einer 2024 veröffentlichten Revision der „Echten Salmler“ bekam die Rosy-Tetra-Artengruppe deshalb den Rang einer eigenständigen Gattung. Als Gattungsname wurde die 1915 durch Eigenmann eingeführte Bezeichnung Megalamphodus revalidiert. Beide Gattungen gehören innerhalb der Familie Acestrorhamphidae zu unterschiedlichen Unterfamilien. Megalamphodus ist die Typusgattung der Megalamphodinae, die in den Schwarzwasserflüssen des Amazonasbeckens endemisch ist, Hyphessobrycon ist die Typusgattung der Hyphessobryconinae. Neues diagnostisches Merkmal der Gattung Megalamphodus ist das Vorhandensein eines auffälligen schwarzen Flecks auf der Rückenflosse.
Megalamphodus gehört zur Salmlerfamilie Acestrorhamphidae und ist die Typusgattung der Unterfamilie Megalamphodinae, zu der auch die Gattungen Axelrodia, Brittanichthys, Makunaima, Paracheirodon und Petitella, sowie Hemigrammus stictus aus der nicht monophyletischen Gattung Hemigrammus gehören. Die Schwestergattung von Megalamphodus ist Makunaima.

## Arten

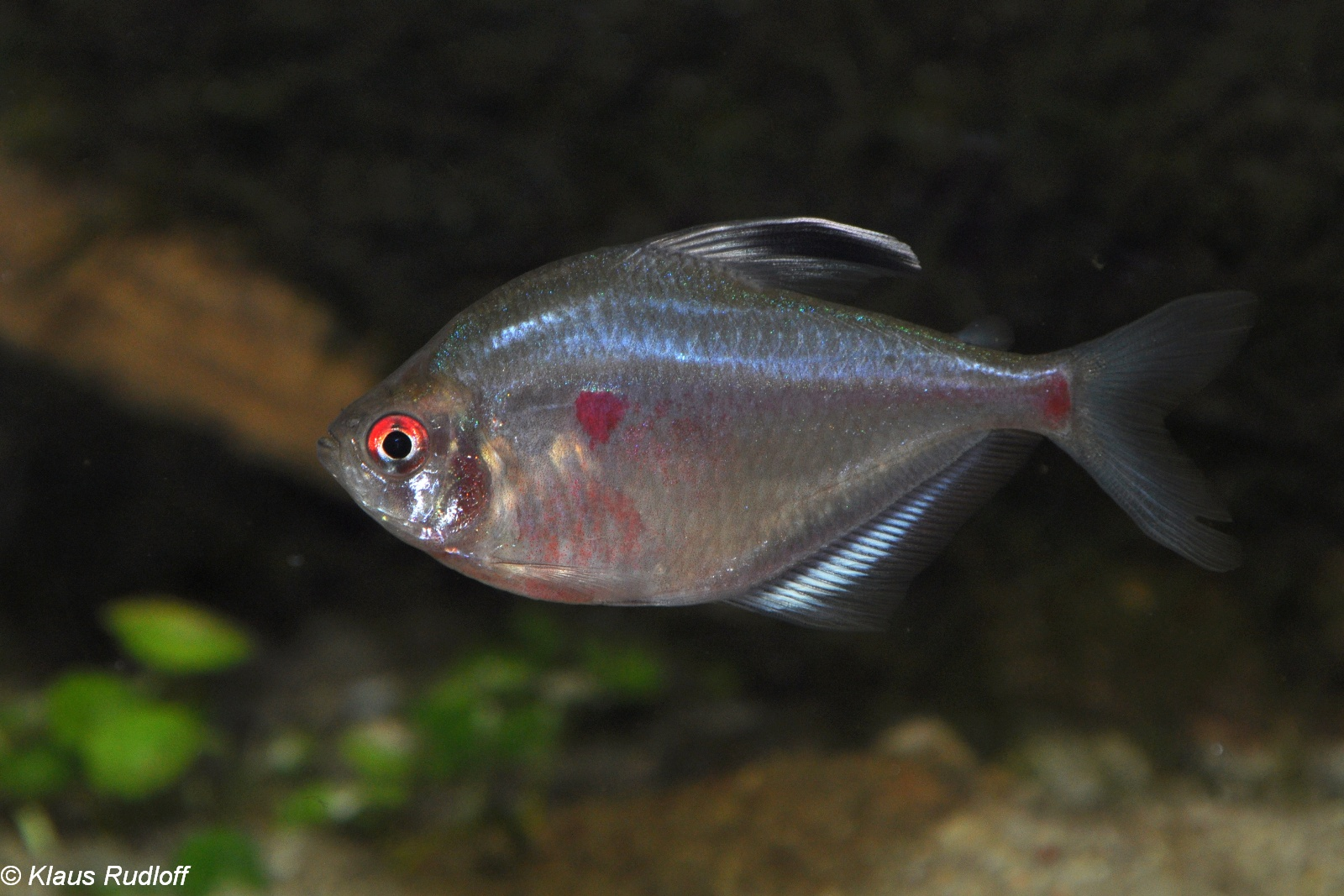
Megalamphodus socolofi

- Megalamphodus bentosi (Durbin in Eigenmann, 1908)
- Copelands Salmler (Megalamphodus copelandi (Durbin in Eigenmann, 1908))
- Megalamphodus epicharis (Weitzman & Palmer, 1997)
- Blutsalmler (Megalamphodus eques (Steindachner, 1882))
- Kirschflecksalmler (Megalamphodus erythrostigma (Fowler, 1943))
- Megalamphodus haraldschultzi (Travassos, 1960)
- Megalamphodus khardinae (Zarske, 2008)
- Schwarzer Phantomsalmler (Megalamphodus megalopterus (Eigenmann, 1915))
- Megalamphodus micropterus (Eigenmann, 1915)
- Schmucksalmler (Megalamphodus rosaceus (Durbin, 1909))
- Socolofs Kirschflecksalmler (Megalamphodus socolofi (Weitzman, 1977))
- Roter Phantomsalmler (Megalamphodus sweglesi Géry, 1961)

Neben den oben aufgeführten Arten wurden einige weitere Arten in die Rosy-Tetra-Artengruppe gestellt, die bei der Revalidierung von Megalamphodus nicht mit in Megalamphodus überführt wurden, da ihre DNA noch nicht untersucht wurde. Dabei handelt es sich um die folgenden Arten:

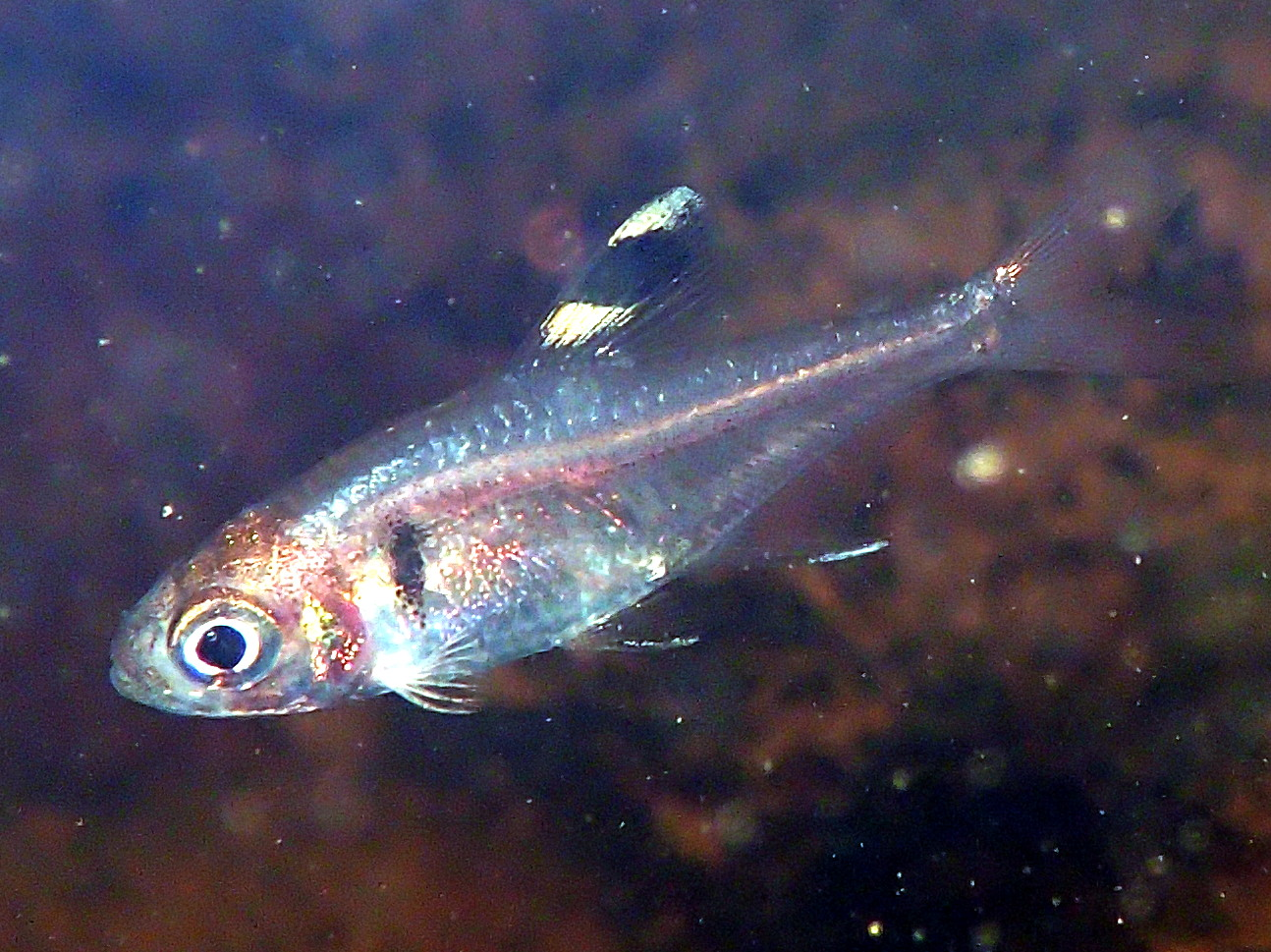
Hyphessobrycon simulatus

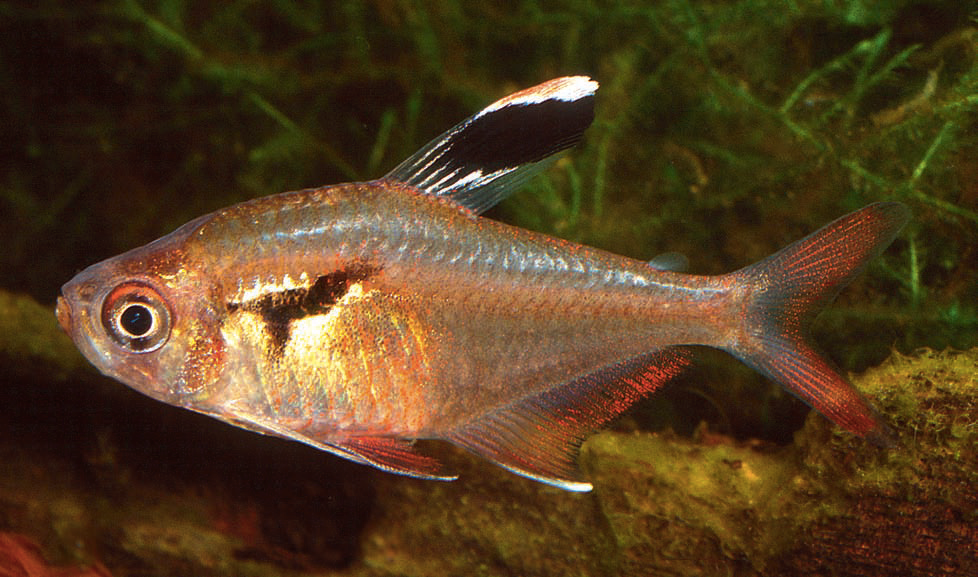
Hyphessobrycon werneri

- Hyphessobrycon caru Guimarães et al., 2019[7]
- Hyphessobrycon dorsalis Zarske, 2014[8]
- Sichelsalmler (Hyphessobrycon jackrobertsi Zarske, 2014)[8]
- Hyphessobrycon frickei Guimarães et al., 2020[9]
- Hyphessobrycon geryi Guimarães et al., 2020[9]
- Sonnensichelsalmler (Hyphessobrycon paepkei Zarske, 2014)[8]
- Hyphessobrycon pando Hein, 2009[10]
- Hyphessobrycon piorskii Guimarães, De Brito, Feitosa, Carvalho-Costa & Ottoni, 2018[7]
- Rotrücken-Kirschflecksalmler (Hyphessobrycon pyrrhonotus Burgess, 1993)[2][10]
- Falscher Sternflecksalmler (Hyphessobrycon simulatus (Géry, 1960))[7]
- Schulterfleck-Tetra (Hyphessobrycon werneri Géry & Uj, 1987)[2][10]